# Xã Monroe, Quận Cumberland, Pennsylvania
Xã Monroe (tiếng Anh: Monroe Township) là một xã thuộc quận Cumberland, tiểu bang Pennsylvania, Hoa Kỳ. Năm 2010, dân số của xã này là 5.823 người.